# Chillán
Chillán è un comune del Cile capoluogo della provincia di Diguillín nella Regione di Ñuble. Al censimento del 2017 possedeva una popolazione di 184 739 abitanti.

## Storia
La città fu fondata il 26 giugno 1580 da Martín Ruiz de Gamboa.

## Società

### Evoluzione demografica
| Censimento del 1992 | Censimento del 2002 | Censimento del 2017 |
| 149511 ab.          | 161953 ab.          | 184739 ab.          |